# パー (ゴルフ)

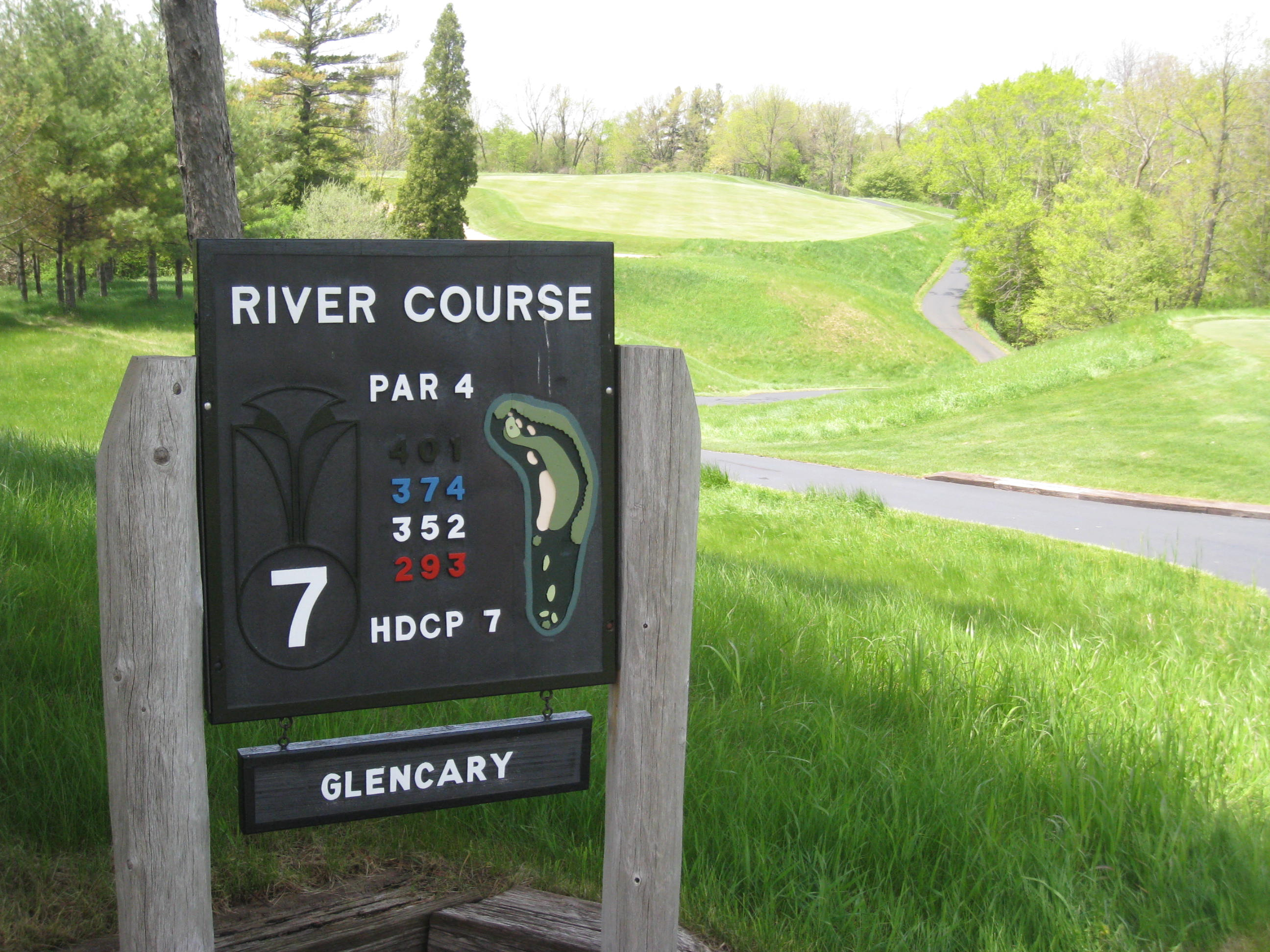
ウィスコンシン州コーラーのブラックウルフ・ランのリバー・コースにある標識。7番ホールがパー4であることが示されている。

ゴルフにおけるパー (par、規定打数（きていだすう）) は、ハンディキャップのないスクラッチのゴルファーを標準に予め定められた、そのホールを終えるストロークの数（打数）であり、プレーしたホールのパーを合計したラウンド、さらにラウンドごとのパーを総計したトーナメントについても同様の表現が用いられる。
パーは、プロ・ゴルフのトーナメントで最も広く行われている形態であるストロークプレーの中核を成す要素である。
パーは、ディスクゴルフなど、ゴルフに似たスポーツにおいても、同じ意味で用いられている。

## 概要
各ホールにおけるパーの数は、ティーグラウンドからピンまでの距離によって概ね決定される。ほとんどの場合、各ホールのパー数は3から5ストロークの範囲で設定される。
ミドル・ティー (middle tees) から打つようなカジュアル・プレーヤーの場合、パー3のホールはティーからピンまで100–250ヤード (90–230 m)、パー4のホールは250–470ヤード (230–430 m)程度となるが、トーナメント競技ではパー4でも500ヤード (460 m)以上ということになり、通常は短めのパー5とされるホールが選手権競技ではパー4として扱われることもよくある。典型的なパー5のホールは470–600ヤード (430–550 m)程度であるが、現代の選手権競技では600ヤード超のホールも一般的になりつつある。
ホールのパー数を決める上で関わる要素としては、距離の他にも、ストローク数に影響を与えそうな地形の起伏や障害物（樹木、ウォーターハザード、丘、建物など）がある。一部のゴルフ場にはパー6のホールがあり、極めて稀な例ではパー7のホールも存在するが、全米ゴルフ協会は後者を認めていない。
選手権競技に用いられる典型的なコースは、パーの合計が72で、パー3が4ホール、パー4が10ホール、パー5が4ホールという構成になっている。選手権競技に用いられるコースは、パーの合計が多い方では73、少ない方では69の範囲内とされている。選手権競技に用いられることを前提としていないコースでも、ほとんどの場合はパーの合計が72に近い数とされているが、より少ないパー数のところもある。パー数の合計が73を超えるコースは、稀である。
ゴルフ場の敷地が限られているコースの中には「パー3コース (Par-3 Courses)」として設計され、全ての（あるいは、ほとんど全ての）ホールがパー3というものもあり、この場合、18ホールの合計では54（あるいは、それより少し多い数）となる。

## コースとトーナメントのスコア
ゴルファーのスコアは、パー数との比較で示される。もし、コースのパー数の合計が72で、このコースを終えるのにゴルファーが要したストローク数が75であれば、スコアは +3、あるいは3オーバー・パー (three-over-par) とされ、コースを終えるのにパー数より3打多くかかったことが示される。もし、ストローク数が70であれば、スコアは -2、あるいは2アンダー・パー (two-under-par) とされる。
トーナメントのスコアは、各ラウンドのパー数の合計と、総打数との差として申告される。プロのトーナメントでは、通常4ラウンドが行われる。もし、4ラウンドがいずれもパー数72で設定されていれば、トーナメントのパー数の総計は288となる。例えば、あるゴルファーが初日に70打、2日目に72打、3日目に73打、4日目に69打であったとすると、トーナメントのスコアは284で、4アンダー・パー (four-under-par) とされる。

## ホールごとのスコア
ホールごとのスコアも、コースのスコアと同じように表記して申告される。ホールごとのスコアには、パーとの打数の差によって一般化した名称が付けられている。

### ボギー
ボギー (Bogey) は、パーよりも1打多く要したこと (+1) を意味する。もともと「ボギーで回る (Going round in bogey)」という表現は、コース通算でパーであったことを意味し、1890年にグレート・ヤーマス・ゴルフ・クラブ (Great Yarmouth Golf Club) で言われ始めたが、これは「ブギーマン (bogey man)」という表現や、ミュージックホールで人気のあった楽曲「Here Comes the Bogey Man」に由来したものとされる。広くゴルファーたちは「カーネル・ボギー (Colonel Bogey)」と競っているという考えをもっており、これを踏まえて1914年には行進曲「ボギー大佐 (Colonel Bogey March)」が作られた。
アメリカ合衆国において、ゴルフがより標準化されていくようになると、パーの基準はより厳しいものとなって、リクリエーションとしてゴルフに興じるゴルファーがオーバー・パーでしか回れないようになってくると、ボギーの意味は1オーバー・パーを意味するものに変わっていった。ボギーは比較的よくあることで、プロ・ゴルファーでも同様である。ボギーなしにラウンドすることには、一定の特筆性があるものと考えられている。カジュアル・プレーヤー、クラブ・プレーヤーにとって、ボギーは日常茶飯事である。
パーとの差が1打を超えると、ダブルボギー (double-bogey, +2)、トリプルボギー (triple-bogey, +3) などと表現される。しかし、それ以上の打数となると、こういった名称よりも、何打叩いたかで言及されるのが一般的である。例えば、パー3のホールで8打を要したプレーヤーがいたとすれば、「クイントゥプル・ボギー (quintuple-bogey)」ではなく、「エイト (eight)」とか「5オーバー・パー (five-over-par)」というのが普通である。プロの競技のトップ選手たちが、ダブルボギーやそれ以上を叩くことは稀である。

### パー
パーは、スコアがイーブン (E) であることを意味する。ゴルファーは、そのホールでパー数と同じ打数を要したことになる。理論上、パーは、グリーンで2パットを要することが前提となっており、残りがグリーンに載せるのに要する打数となる。あるホールでパー数から2を引いた打数でグリーンに載せることを「グリーン・イン・レギュレーション (green in regulation)」という。これは例えば、パー5のホールでは3打（あるいはより少ない打数）でグリーンに載せることであり、残りの2打をグリーン上でパットするのである。パーという言葉は、ラテン語の「等しい」という意味に由来している。

### バーディー
バーディーは、1アンダー・パー (-1) のスコアを意味する。この表現が生み出されたのは、1899年、ニュージャージー州ノースフィールドのアトランティック・シティ・カントリー・クラブにおいてであった。伝えられるところでは、1899年のある日、ジョージ・クランプ（後に、45マイル (72km) ほど離れた場所にパイン・バレー・ゴルフ・クラブを開設した人物）、ウィリアム・ポルトニー・スミス（William Poultney Smith：パイン・バレーの創設メンバー）、その弟アブ・スミス (Ab Smith) の3人が一緒にプレーしていたとき、パー4のホールでクランプは、第1打を飛んでいた鳥に当て、第2打をカップからわずか数インチのところまで寄せた。スミス兄弟は同時に、この一打を「鳥 (a bird)」だと叫んだ。程なくして、このクラブの皆が、この表現を使うようになった。クランプは短いパットを沈め、そのホールを1アンダー・パー (-1) とし、以降、3人はこのようなスコアを「バーディー (birdie)」と呼ぶようになった。程なくして、クラブの皆がこの言葉を用いるようになった。アトランティック・シティ・カントリー・クラブはリゾート地にあり、他地域から訪れるビジターも多かったため、この表現は広まり、アメリカ合衆国のすべてのゴルファーたちの心を捉えた。パーフェクトラウンド（パー72のコースを54打のスコアで回ること）は、しばしば、18ホールすべてでバーディーをとることと説明されるが、プロのトーナメント戦で、パーフェクトラウンドを記録した者はいない。
2009年のRBCカナディアン・オープンで、マーク・カルカベッキアは、第2
ラウンドで9ホール連続バーディーを決め、それまでのPGAツアー記録を破った。

### イーグル
イーグルは、2アンダー・パー (-2) のスコアを意味する。通常、イーグルは、グリーンに達するまでに要する打数が、見込みよりも少ない場合に成立する。最も一般的にはパー5のホールで達成されるが、短めのパー4のホールでも起こる。パー3のホールにおけるホールインワンも、イーグルとなる。イーグルという名称は、バーディーよりも良いスコアであることから、小鳥より大きな鳥ということで鷲＝イーグルと称したものである。

### アルバトロス
アルバトロスは、3アンダー・パー (-3) のスコアを意味する。アルバトロス＝アホウドリ科の鳥は、最も大きな鳥類のひとつである。アメリカ合衆国ではダブル・イーグル (double eagle) ともいう。アルバトロスは極めて稀なスコアであるが、パー5のホールで強いドライブと、1打で決めるアプローチで達成されるのが普通である。短めのパー4のホールにおけるホールインワンも、アルバトロスとなる。最初に記録された有名なアルバトロスは、オーガスタ・ナショナル・ゴルフクラブで行われた1935年のマスターズ・トーナメント最終ラウンド15番ホールで、ジーン・サラゼンが達成した。このアルバトロスでサラゼンは首位に並び、プレイオフが行われることとなり、翌日行われたプレイオフで優勝を果たすこととなった。当時のスポーツ記者は「世界に響きわたった一打」（shot heard 'round the world）と表現した。
1970年から2003年の間に、PGAツアーでは84回アルバトロスが出たが、これは年平均で3回に達しない程の水準である。
近年の広く知られたアルバトロスとしては、2006年の全米プロゴルフ選手権 (2006 PGA Championship) でジョーイ・シンデラーが出した、この選手権における史上3度目のもの、2009年にBMW PGA選手権で前年優勝者だったミゲル・アンヘル・ヒメネスのもの、2009年の全英オープン (2009 Open Championship) 最終ラウンドにおけるポール・ローリーのもの、2010年の全米オープン (2010 U.S. Open) 最終日におけるショーン・ミキールが出したこの選手権における史上2度目のもの、2010年のWGC–HSBCチャンピオンズ (2010 WGC-HSBC Champions) におけるパドレイグ・ハリントンのもの、2012年のマスターズ・トーナメント (2012 Masters Tournament) 最終日にルイ・ウーストハイゼンが出した、この選手権における史上4度目、テレビ放送された最初、パー5であるオーガスタの2番ホールで達成された最初のもの、2017年のザ・プレーヤーズ・チャンピオンシップ (2017 Players Championship) でラファエル・カブレラ・ベロが出したものなどがある。

### コンドル
コンドルは、4アンダー・パー (-4) のスコアに付けられた非公式な名称である。これは、一つのホールで達成された最も低いスコアである。コンドルは、パー5のホールにおけるホールインワン（典型的な例はドッグレッグ (dogleg) 形状のコーナー手前からの林越え）となるか、パー6のホールを2打でホールアウトした場合となるが、2016年12月の時点で後者は達成された例がない）。パー6のホールは、極めて例外的な、滅多にないものであり、パー7のホールも同様である。2008年10月の時点で、コンドルは史上4回しか達成されておらず、そのうち1回は、標高が高いデンバーの希薄な空気に助けられて517ヤード または 473メートルというストレート・ドライブを記録したとされ、また、プロのトーナメントでは記録されていないとされた。
コンドルは3番アイアンで達成されたこともあり、これは馬てい形状のパー5のホールで1995年に記録されたものであった。
コンドルは、ダブル・アルバトロス (double albatross)、トリプル・イーグル (triple eagle) とも呼ばれ、このやり方は、理屈の上では、5アンダー・パーなど仮想的なスコアにも拡張されるはずである。